# العيب (رواية)

العيب (يوسف إدريس) 1962

العيب رواية للكاتب الدكتور يوسف إدريس  صدرت ضمن سلسلة «الكتاب الذهبي»، دار الهلال بالقاهرة عام 1962. وكتب إدريس أيضا حوار الفيلم الذي تم إنتاجه عام 1967  عن نفس الرواية. يعرض الكتاب قضية فساد السلك الوظيفي الحكومي من خلال فتاة تصارع تيارات الفساد من حولها.

## ملخص الرواية
تدور الأحداث حول سناء، وهي فتاة ساذجة يحالفها الحظ في العثور على وظيفة بسيطة في إحدى المصالح الحكومية. وبعد أن كانت تعمل مع عدد قليل من الزميلات، تجد نفسها في وظيفتها الجديدة في مصلحة حكومية تعج بالرجال فقط. تتعرض سناء لمضايقات من زملائها الرجال، وتكتشف مع الأحداث أن هذه المضايقات تدور حول رغبتهم في إقناعها بمشاركتهم الحصول على ما يطلقون عليه «إكراميات» وهي أموال يحصل عليها العاملون لتيسير أعمال المتعاملين مع المصلحة. تعرف سناء أن ما يدعوها إليه الزملاء هي «الرشوة»، ولكنهم يطلقون عليها «الإكراميات».
تواصل سناء، التي كانت تُعاني من ضغوطات مالية طاحنة في بيتها، الصمود في وجه تلقي مبالغ طائلة من الرشاوي في العمل. تجد سناء أن شقيقها قد تم منعه من دخول الاختبارات بسبب عدم قدرة عائلتها على دفع المصروفات المدرسية، وينعكس ذلك على إحساسها بمرارة الفقر والعجز، وهي مازالت تتحمل فقر أسرتها وتقاوم الرشوة. تصل سناء إلى ذروة الصراع، وتمرض الأم وتنجح الشقيقة وتستعد لدخول الجامعة، ولم يعد الراتب يكفي، ومع استمرار الضغوط الاقتصادية والنفسية، وتخضع في النهاية وبشكل لا إرادي أمام مبلغ كبير من الرشوة، وتذهب بعد ذلك إلى زميل لها وتعرض نفسها وهي التي رفضت عروضه الفاجرة من قبل.

## مقتطفات من الرواية
ثلاث مرات في تاريخ المصلحة ازدحمت مثل هذا الازدحام... يوم تُوفي سعد زغلول ونعاه الناعي، ويوم طرد الملك، واليوم الذي عينت فيه سناء؛ ففي ذلك اليوم تم تعيين خمس من زميلاتها الناجحات في المسابقة، وفي نفسه أيضا انقلب المستحيل حقيقة وانقلبت المصلحة سوقًا أرخص ما فيها الكلام، بل لا شيء فيها غير الكلام، المصلحة من يوم إنشائها والعاملين فيها رجال في رجال، الرجال هم الذين أنشئوها ووضعوا لها اللوائح والقوانين، وهم الذين تولوا طوال تاريخها التنفيذ، وهم الذين بنوها طوبة طوبة ورسموا التقاليد، رجال، كلهم رجال! حين يشيخ منهم جيل ويُودع العمل يحل محله جيل جديد، شبان صغار بآراء جديدة ودم جديد، ولكنهم مع ذلك أيضاً رجال، ربما لهذا لم يصدق أحد البتة تلك الإشاعة التي سردت ذات يوم، وقالت إن النية قد اتجهت إلى تعيين «بنات»! كيف يصدقها أحدا والمصلحة من يومها - ككل مصلحة - وكر رجالي لا تسمع فيه إلا أصواتهم وشكاياتهم، ولا تشم فيه سوى روائحهم ووقع خطواتهم... طالعون هابطون، دارسين لأسرار العمل العظيم والكادر وأمزجة الرؤساء؟
يواصل إدريس وصف حالة بطلته سناء وهي في أولى خطواتها في العمل ويكتب: «كل هذه تفاصيل صغيرة وغير مهمة، فالمهم أن الساعة ما كادت تُشرف على التاسعة حتى كانت سناء قد استقرت تماما على كرسيها، ووضعت يديها أمامها فوق المكتب كعادتها إذا جلست إلى ترابيزة لجنة الامتحان قبل توزيع الأسئلة، كانت تنتظر ما سوف يعهد إليها به من عمل، فهي لم تنم ليلة الأمس إلا نادرا، وقضت الساعات الطويلة تحلم بما سوف يحدث في الغد بتفاصيله الصغيرة حتى: كانت تحلم بدخولها المكتب، برئيسها، بالطريقة التي تقابل بها زملاءها، ثم أخيراً بالعمل، لم تكن تعرف بالضبط ماذا ستعمل، ولكن أحلامها ظلت تدور في غموض مثير حول هذه النقطة بالذات، ويدق قلبها بالانفعال وكأنها ستُزف إلى العمل مثلا... إلى ذلك الشيء الغامض المحير الذي له رائحة الرجال ولملامحه جديتهم وصرامتهم. مهما كان فهي تريده، وها هي ذي تحلم وتتلوى وتحتضن المخدة مفكرة فيه محاولة أن تتخيل نوعه ووقعه وأهميته، وتصرفاتها إزاءه».
يتابع إدريس حيرة سناء وهي تقول: "إنها لا تزال إلى الآن حائرة مع صفوت أفندي لا تعرف كيف تحكم عليه... إذ ما الحكم على نفس الشخصية والمنطق والعقل حين تنهى عن الشيء بحرارة وصدق حقيقيين في نطاق، وبحرارة وصدق ترتكبه في نطاق آخر؟ كيف تحكم عليه؟ وبدأ الحديث يتعثر وقد استغرقتهن جميعا تأملات، وبدأ الحديث يأخذ شكل الأحكام. أحكام تدين الرجال وتشمئز من عالمهم المنقسم على نفسه، وذواتهم التي تحيا بمائة وجه ومنطق، وأحكام أخرى تصدر وتحاول أن تجد العذر وتغلفها صاحبتها بكلمة عطف، والجميع يسيطر عليهم الشعور بأن هؤلاء الرجال وإن كانوا أكثر منهن خبرة وقدرة، إلا أنهن ها هن يكتشفن أنهن أكثر منهن قذارة أيضا، وأنهن بعالمهن قد يكن أكثر تخلفاً وضيق أفقا، إلا أنهن أيضا أكثر نظافة.
- المسألة مش مسألة قذارة ونظافة يا جماعة
- أمال المسألة إيه يا نجاة؟
- استدرن إليها متسائلات، إذ كن بدأن يعين أن نجاة دأبت منذ بدء الجلسة على الدفاع بعطف ولباقة عن عالم الرجال المزعوم ذاك.
يقدم إدريس النهاية ولا يخبر القاريء أن كانت "فاجعة" أو "تصالح" بين أطراف الرواية، ويكتب: "ومر صباح الجمعة وظهرها وعصرها وهي لا تريد لليوم أن ينتهي ولا تريد العودة للمصلحة أبدا، ولكن الليل ما كاد يجيء حتى بدأ حب استطلاع غير حب استطلاعها العادي... رغبة خبيثة ماكرة في الاستطلاع تطغى عليها وتتمنى معها أن ينقضي الليل بسرعة لترى ما حدث أو ما يمكن أن يحدث في المصلحة. ورغم أنها لم تتوقع أبدا أن تجد ما وجدته، إلا أنها لدهشتها لم تستغرب حدوثه، في الواقع منذ يوم الامتحان وهي لم تَعد تستغرب حدوث شيء... أي شيء. وجدت سر صفقة الخميس قد تسربت إلى الزملاء الأعزاء... من الباشكاتب، من خفاجة، أو من عبادة نفسه... تفصيل لا يهمها في قليل أو كثير، والغريب أنها بعد برهة وجدت نفسها غير ساخطة، أكثر من هذا سعيدة بهذا التسرب، لكأن حائطاً سميكاً كان يفصلها عن سليمان وأحمد والباشكاتب والجندي قد تهدم من أساسه، ولم يسخر منها أحد ولم يحاول أحد أن يعايرها، بالعكس أقبل الجميع عليها وكأنها نجحت في امتحان وانتقلت إلى خانتهم، أو لكأنها الأخت المريضة التي عوفيت وشِفيت وانضمت إلى العائلة، التحفظ زال والحرص في المعاملة اختفى والحجرة تحولت إلى مكان عذب خفيف الروح يغري بالإقامة ويمحو الأشجان.
الشيء الغريب الذي لحظته بعد قليل أن الجندي رغم اشتراكه في موجة المرح العامة، في أعماق نفسه كان يبدو مكتئبًا حزينًا، وقد أحست أن الحالة سببها هو حرمانه من نصيبه في صفقة الخميس، ولكنها حين علمت أن أنصبتهم جميعا وصلتهم وكأنهم كانوا حاضرين. خبر في حد ذاته أخذ سناء على غرة وجعلها تفطن إلى أن الهدف من حكاية إخفاء الأمر عن محمد الجندي والآخرين هو مجرد خدعة من عبادة بك قصد بها أن يبث الطمأنينة في نفسها حتى تلتف حولها «الخية»، إذن دبَّر الرجل كل ذلك بهدف إيقاعها، ومن المحتمل أنه أشرك معه الجندي والباشكاتب في التدبير، وحتى إذا كان هذا هو ما حدث فأية أهمية الآن وهي لم تأخذ النقود لبراعة التدبير؟ لقد أخذتها لأسباب لا تدريها ... وحتى قبل أن تأخذها بزمن طويل، من لحظة دق عبادة الباب ودخل وربما قبلها بكثير، فما علينا من هذا كله، المهم لماذا هذا الاكتئاب الذي يطفو من أعماق الجندي ويطغى على ملامحه؟ سألته وألحت ولم يستطع الصمود، أخبرها أنها كادت منذ ذلك اليوم الذي ألقت عليه فيه خطابها الطويل أن تنجح في تغيير مجرى حياته كله وفي إنقاذه، هو الجندي الذي قضى أكثر من ثلاثين عاماً يعيث في الدنيا فساداً ويؤذي نفسه ولا يستريح حتى يتأذَّى الآخرون، وأنه من يومها أصبحت له المثل والبطلة، ومن شدة ثقته بها تحدى عبادة أن يُوقعها، وما كان غيابه بالأمس إلا لإعطائه الفرصة كاملة ... وكان واثقًاً تماما من فشل عبادة ونجاحها، أما وقد نجح الرجل، أما وقد حدث ما حدث فهو لا يدري لماذا أحس ولا يزال يحس بالحزن والاكتئاب؟
- ولا يهمك
قالتها له سناء ككلمة عابرة اختارتها بنت لحظتها لتعبر بها عن حقيقة رأيها في تلك الساعة، ولم تكن تدري أنها ستصبح بعد هذا كلمتها المفضلة، وأنها ستظل ترددها مئات المرات وآلافها كلَما حاول أحد لومها أو لمحت بوادر تدل على أنها في الطريق إلى لوم نفسها. وكأن محمد الجندي كان ينتظر هذه الكلمة ليذهب عنه اكتئاب ضاق به ... اكتئاب حديث العهد بنفسه غير أصيل، اقتلعته الكلمة وأعادته في لمحة إلى الجندي كما كان وكما هو كائن وكما من المحتمل أن يظل يكون. وساد الانسجام التام الحجرة، وأرسل خفاجة في طلب مشروبات وعلب سجائر فاخرة، وعزم أحدهم على سناء بسيجارة فرفضت بغير شدة وحين أعاد العزومة قبلتها، وأشعلتها ومضت تجرب باضطراب المبتدئة كيف تمسكها وتجذب أنفاسها وتتفادى الكحة. وبلا ورقة أو مقدمات، وقبيل انتهاء اليوم بدقائق ذهب الجندي لمكتبها وانحنى بجذعه كله حتى أصبح وجهه يكاد يلمس وجهها، ولو كان يعلم أن سناء حين ستراه عن قرب هكذا ستتمسك برأيها الأزلي فيه لما اقترب منها كل هذا الاقتراب، المهم أنه بكلمات متلجلجة متقطعة لم تحتمل سناء أن تظل تنتظره وهو يلوكها ويتلكأ في نطقها أكثر من هذا فسألته: ولا يهمك ... بس قول في أي كازينو عايز؟
- إيه رأيك في ... والله بيتهيألي أحسن من التاني ده
- يا أخي فلقتني ... كازينو الحمام ... ح تلاقيني بكره الساعة سته هناك.
نطقت الجملة وسكتت هنيهة، وفي أثنائها اقشعر جسدها لدى صورته حين مرت بخيالها وهو يهدر هدير الكلب «الرجل» ووجدت نفسها تقول: ولا إيه رأيك؟ ما بلاش الكازينوهات لحسن حد يشوفنا.
وفتح محمد الجندي فاه مدهوشاً مروعاً مذهولاً، معتقدا لا بُد أنها أصيبت بمرض أو مستها لوثة، إذ لم يكن باستطاعته أن يتخيل أو يصدق أنها حقيقة تعني ما تقول.

## رواية «العيب» على الشاشة
تحولت رواية «العيب» إلى فيلم سينمائي عرض في 6 نوفمبر 1967  كتب الحوار أيضاً الدكتور يوسف إدريس، وكتب رمضان خليفة السيناريو وأخرجه جلال الشرقاوي، وقام ببطولته رشدي أباظة ولبنى عبد العزيز وأحمد الجزيري ومديحة كامل وشفيق نور الدين وصلاح منصور وعبد المنعم إبراهيم. ويرى الناقد السينمائي محمود قاسم أن الرواية المكتوبة تفوقت على الفيلم حيث كتب: «تتمتع كتابات يوسف إدريس بمواقف وأفكار تثير الجدل مع مر الزمن، والأفلام التي أخذت عن أعماله خير دليل على هذا الأمر، والغريب أن أعظم أعمال الكاتب لم تتحول بعد إلى السينما أو الدراما التليفزيونية، كما أن بعضها الآخر كان ضعيفا على الشاشة، قياسا على قوته في عالم الكتابة، والمقصود بهذا أفلام مثل» على ورق سوليفان" لحسين كمال، و«العيب» لجلال الشرقاوي، و"لا وقت للحب" لصلاح أبو سيف".

## نقد وتعليقات
نشر الكاتب الفلسطيني عادل الأسطة مقالة تحت عنوان "يوسف إدريس وروايته العيب"، على موقع صحيفة الأيام الفلسطينية في 3 نوفمبر 2018 جاء فيها: "في كل فصل أدرس فيه عن الواقعية النقدية الغربية الأوروبية أتذكر رواية «العيب»، ويتابع الأسطة قائلاً: "غالبا ما أتذكر سناء بطلة الرواية. وللأمانة فإنني لا أتذكرها في مساق مناهج النقد وحسب، فأحيانا كثيرة أتذكرها وأنا أنظر في واقعنا ومجتمعنا، وتذكرتها أيضا وأنا أقرأ رواية علاء الأسواني "عمارة يعقوبيان" فهي أيضاً تنتمي إلى الواقعية النقدية الغربية وبطلتها الرئيسة تبتز وتخضع للابتزاز فالواقع أسود .... أعتقد أن رواية الكاتب السوري خالد خليفة "لا سكاكين في مطابخ هذه المدينة" لا تختلف كثيراً عن رواية «العيب» ورواية "عمارة يعقوبيان". الواقع أسود وأسود بكثير مما نتوقع. من من كتاب اليوم يقرأ ليوسف إدريس؟".
كتبت ثناء الكراس على موقع فيتو في 15 سبتمبر 2019: «كما نشرت مجلة الإذاعة عام 1967 أن يوسف إدريس لم يقدم المرتشين في صورة الذئاب ولا قدم سناء في صورة البريئة لأنها تحت ضغط الحاجة سقطت مثلهم وقبلت الرشوة، وارجع إدريس ذلك إلى ضعف رواتب الموظفين في ظل الارتفاع الكبير في الأسعار والخدمات».
كتبت عائشة نبيل على موقع الجزيرة في 22 نوفمبر 2019: «يوثّق يوسف إدريس في رواية» العيب«اللحظات الأولى لتوظيف النساء في المصالح الحكومية، ويتعقّب ارتباك الموظفات ورحلتهن في العمل وخوضهن تجربة الوظيفة لأول مرة في مصر بعد تاريخ طويل من احتكار الرجال للعمل الحكومي، ويُبيّن كيفية تفاعل الموظفين الرجال مع مجاورتهم الموظفات في المكاتب نفسها وتنافسهم على أداء مهام العمل، وكيف تزدوج معايير وقوانين العمل الرسمية وغير الرسمية واختلافها في الحكم على النساء والرجال، ليكون سقوط الأنثى الموظفة في فخ القوانين غير الرسمية سقوطا أخلاقيا، يقدم إدريس ذلك كله من خلال قصة سناء».
كتب موقع الرأي في أول أغسطس 2005 مقالة تحت عنوان «الأنساق القيمية في أدب يوسف إدريس» جاء فيه: «إن الأنساق (المواءمة) القيمية عند النموذج النسوي في أدب إدريس تتماهى ولا تكاد تنفصل أو تتجاوز، وهي، أي هذه الأنساق، منظومة متماسكة إذا تداعى نسق تتبعته الأنساق الأخرى، في حين أنها عند رجل يوسف إدريس، وفي رواية» العيب«تحديداً، انساق متجاورة، وقد تكون في حالة تعايش سلمي، إذ لا غضاضة عند أحدهم أن يفرد الصلاة ويؤدي شعائرها، ثم بعد ذلك مباشرة يمد» الرجل«يده ويتناول الرشوة في اليد التي لم يجف عنها ماء الوضوء بعد».
كتب موقع مكتبة القصص: «كتاب تأليف يوسف إدريس، كأنما يطل علينا اليوم بمشرط الجراح ليحلل سبب تردي أوضاع بلد عظيم أفسده ما ينخر فيه من الفساد في شكل الرشوة والمحسوبية، وما يحدث الآن من تردي الأوضاع ومظاهرات العمال والمدرسين وأساتذة الجامعة والصحفيين وغيرهم من فئات المجتمع المصري، إنما هو نتيجة لمقدمات رصدها. نجده يصف كيف تحولت الرشوة إلى أكل عيش وكيف تحولت موظفة شريفة إلى مرتشية من الدرجة الأولى عندما فهمت الفولة وعرفت كيف تتعامل مع واقعها».
كتب عاطف بشاي على موقع الوطن في 9 سبتمبر 2017: «إن يوسف إدريس يرى بجلاء بصيرته وغوصه العميق في أغوار النفس البشرية واستخلاصه لجوهر وحقيقة الوجود الإنساني، أن الإهانة التي وجهت إلى شرفها هي في الحقيقة إهانة لأنوثتها.. لشرفها كأنثى وليس لشرفها كفتاة تعمل.. إهانة ليس ردها الصفع والركل وكيل أقبح الألفاظ.. فمهينها رجل.. والرجل لا يهمه أن يسب أو يشتم أو تصفعه سيدة.. بل حتى إذا همه وأهانه فهي إهانة لا توجه إلى شرفه.. قد توجه إلى شخصه أو مكانته.. لكنها أبداً لا تخدش شرفه.. ولا تجرحه الجرح الغائر الدامي .. هناك فارق رهيب إذاً بين أن يكون المرتشي أنثى وليس رجلاً.. لأن جريمة الأنثى هنا تتساوى والتفريط في الشرف الأنثوي. لا أعرف لماذا تذكرت تلك القصة الرائعة ليوسف إدريس الآن.. هل السبب هو تورط المرأة الحديدية نائب محافظ الإسكندرية في قضية رشوة كبرى قدرها مليون جنيه، ووقائع فساد تتعلق بالتربح من المنصب الكبير والإضرار بالمال العام؟ ربما».
كتب الكاتب والمفكر طارق حجي: " كل مرة أقرأ رواية «العيب» ليوسف إدريس، أسأل نفسي مع بطلة الرواية، ما هو العيب؟
البطلة بنت تعمل في مصلحة حكومية، وتكتشف أثناء الأحداث أن هناك أمور أكثر خطورة من «العيب»، أكثر خطورة من كلام البنات عن الرجال وعن الزواج، تكتشف أن هناك رشوة وسرقة ومحسوبية، وتكتشف أن مواجهة «العيب» الذي تعلمت مواجهته في البيت، أسهل كثيرا من مواجهة «العيب» الكبير في العمل، إنها لم تتلق أي أسلحة لمواجهة هذا العيب الجديد، هذا العيب الجديد هو «عيب» الرجال أهل العمل والمصلحة والسرعة، إنها تكتشف أن «عيب» البنات الذي تعلمت الاحتراز منه ليس سوى خدعة صنعها الرجال لإخفاء العيب الرئيسي، إنها محاولة الرجال الشاعرين بالقهر من ظروف المعيشة ومن سقوط مثلهم أمام أعينهم، أن يبرروا كل أفعالهم ويخلصوها من أي وصمة «عيب» ثم يتخلصون من شعور الذنب بتحميل «العيب» للبنت، البنت أخيرا تقبل الرشوة من أجل ظروف قاهرة، لتنتقل بهذا إلى عالم الرجال، لتنقل إلى عيبهم الذي لا يسمى عيب، ولتمتلك تلك القدرة الخارقة على تبرير كل الأفعال ثم البحث عن أضعف السلاسل لتحميلها «العيب».
كتبت داليا يسري على موقع المرصد المصري في 25 يوليو 2020: «يعرض» إدريس«بعبقرية أدبية تُخفي عظات كثيرة بين السطور عن الصراع بين لفظة» الرشوة«من جهة سناء وزميلاتها، ولفظة» الإكراميات«من جهة زملائها المُعتادين على الأمر من الرجال. وتجلى الدهاء الأدبي لإدريس في صياغته للرسالة الفنية التي تنطوي عليها الأحداث. إذ إنه لم يبرز الأمر باعتباره محاضرة مثلما اعتادت مدرسة (الأدب بلا رسائل) الترويج له. لكنه ترك ومضات بين السطور وعبر الصفحات، وترك للقارئ الذكي حرية التقاطها ووضعها في نصابها السليم داخل نفسه. إنه شيء على غرار عبارة:» الظاهر الرجالة دول عندهم لكل مبدأ دوسيه. الشرف في بيته غير الشرف في عمله، والحرام في الليل غير الحرام في النهار، والفضيلة ما تمنعش الرذيلة. كله موجود مع بعضه في حالة تعايش سلمي«، والتي جاءت على لسان البطلة سناء»، وتتابع الكاتبة: «الرسالة الإنسانية في هذه القصة قد لا تتجلى إلا أمام من يُجيد متابعة العبرات ويتأمل في عاقبة الأحداث .... وما أسهل أن يُحرك أحد ما» الرغبة«، وما أصعب أن يُحرك شخص ما» الروح«.... من يدعي بأن الأدب حتى ينجح لا يمكن أن يمزج بين الفن والرسالة والتسلية والتشويق والإبداع، بالتأكيد بحاجة إلى مراجعة كتابات عمالقة الماضي مثل إدريس، والتحقق منها مرة أخرى».

## وصلات خارجية
- العيب (رواية)
- العيب (رواية)
- العيب (رواية)
- العيب (رواية)